# Ренсенеб
Ренсенеб — фараон Древнего Египта, правивший приблизительно в 1757 году до н. э. Представитель XIII династии (Второй переходный период).

## Сведения о Ренсенебе
Туринский папирус ставит Ренсенеба за именем Себекхотепа и говорит, что он правил всего четыре месяца. За его именем в списке следует заголовок, возможно, лишь потому, что оно приходилось на начало страницы или столбца в документе, с которого скопирован Туринский список, а не из-за того, что он был первым представителем новой «группы» царей.

## Имя Ренсенеб
| G39 | N5 |

| G39 | N5 |

| Ca1 | D21 · N35 | A2 | Ba15 | S29 | Ba15a | N35 · D58s | Y1 | Ca2 |

| Ca1 | D21 · N35 | A2 | Ba15 | S29 | Ba15a | N35 · D58s | Y1 | Ca2 |